# 1475
Năm 1475 là một năm trong lịch Julius.